# Type 14 SNCB

Le type 14 des chemins de fer belges (SNCB) était un modèle de locomotive à vapeur d'inspiration anglaise pour trains locaux, express et trains de banlieue de disposition "Atlantic" (disposition d'essieux 221T) mise en service entre 1900 (prototypes) et 1901. Avant 1925, elles étaient désignées "Type 15 à foyer profond", pour les distinguer des "Type 15" à foyer mi-profond.
Comme toutes les locomotives des types 14 à 20, le type 14 est issu de la classe 721 "Dunalastair" (en) du Caledonian Railway (en) conçues par l'ingénieur John F. McIntosh (en). Les types 14, 15 et 16 s'en distinguent en étant des locomotives-tender.
Le type 14 n'aura cependant pas de descendance. Le type 15 à foyer mi-profond, développé simultanément, se montrant plus puissant et capable de brûler une vaste gamme de charbons. Ce dernier donnera naissance en 1905 au type 16, plus puissant et doté de la surchauffe. Ces dernières arpenteront les rails de Belgique jusqu'en 1964 alors que les dernières type 14 ont éteint leurs feux en 1948.

## Genèse

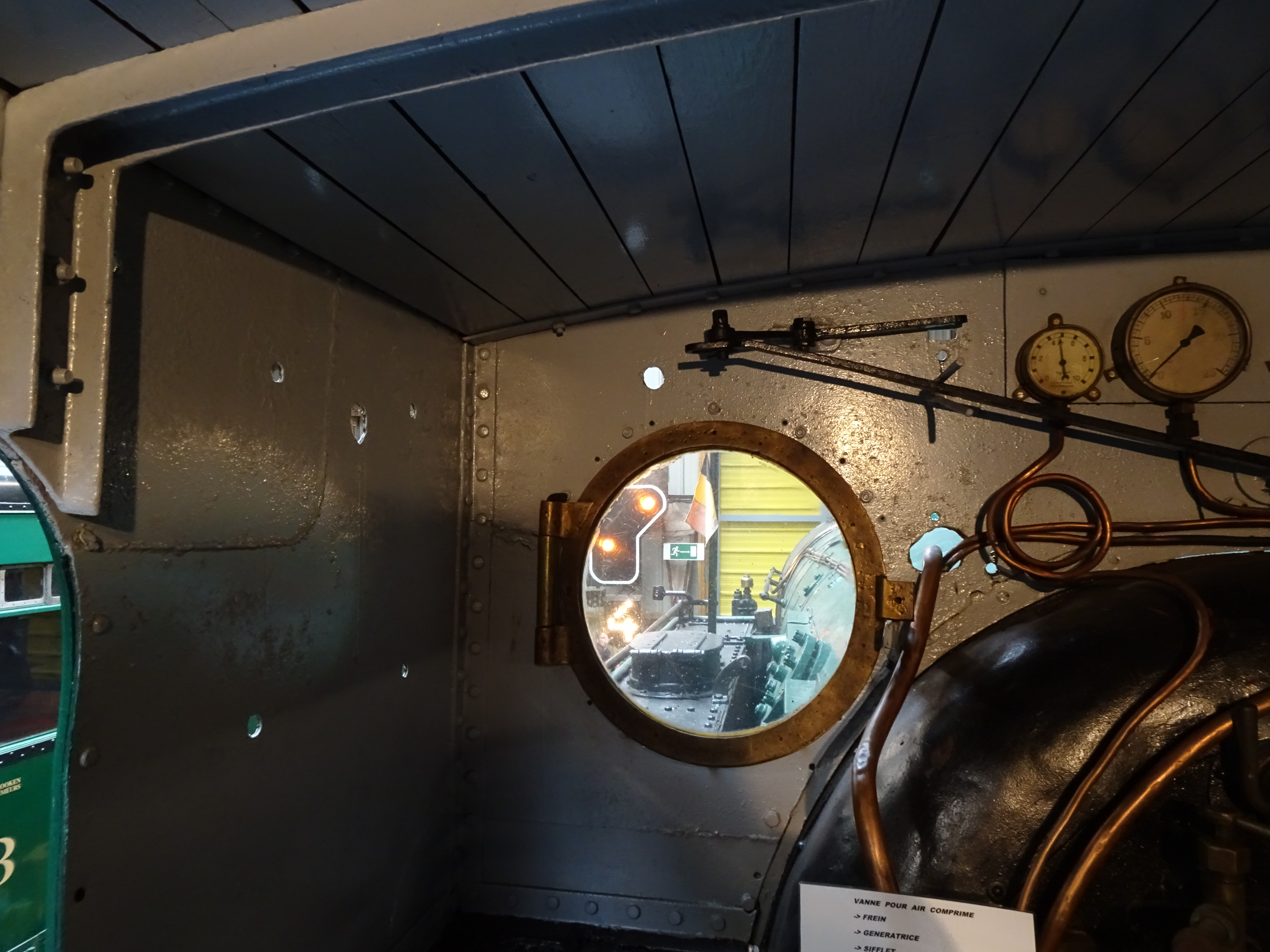
Cabine de conduite de la 16.042 ; celle des type 14 était identique.

En 1899, les Chemins de fer de l'État belge ne possèdent que quelques séries, déjà anciennes, de locomotives-tender pour les services locaux et de banlieue :
- Le type 5 : 36 locomotives de faible puissance, de disposition 120T, construites en 1880-1881 + une en 1900. Elles assurent les trains locaux, surtout sur des lignes faciles ;
- Le type 3 : 10 locomotives de disposition apparentée aux 031T, proches du type 2 et construites en 1873 pour des trains de banlieue sur lignes pentues ;
- Le type 4 : 91 locomotives de disposition 131T issues du type 3 mais plus réussies. Construites de 1878 à 1881, elles sont utilisées sur des trains de banlieue lourds, des express à courte distance et, en fin de carrière, des trains locaux et de marchandises ;
- Les locomotives-fourgon Belpaire : 46 locomotives de disposition 021T construites en 1881 et 1886 qui ont la particularité de comporter un fourgon à bagages en arrière de l'abri ;
- Le type 11 : 102 locomotives de faible puissance, de disposition 030T, construites entre 1891 et 1898 en vue de remplacer le type 5 sur les trains locaux et de banlieue.

Parmi ces différentes séries (sans compter quelques prototypes et de petites séries issues des anciennes compagnies privées), seul le type 4 est apte à remorquer des trains rapides ou de tonnage important ; faute de mieux, un certain nombre de trains locaux, de banlieue ou d'express sur de faibles distances sont confiés à d'antiques locomotives à tender séparé des types 1, 2 et 2bis. Tous ces modèles sont équipés d'un foyer Belpaire brûlant du charbon tout-venant lequel avait jusqu'ici donné satisfaction mais atteint ses limites en matière de puissance et dépend d'un combustible jusqu'alors bon marché mais dont le prix subit désormais une forte augmentation. L'arrivée des nouvelles voitures GCI à partir de 1900 induit une augmentation du poids des trains poussant les Chemins de fer de l’État belge à mettre au point des modèles plus puissants.
Directement inspirées d'un modèle écossais du Caledonian Railway, les nouvelles locomotives pour express du type 17, fonctionnant aux briquettes de charbon, donnant des résultats très satisfaisants, il est décidé de s'en inspirer pour mettre au point une locomotive-tender rapide pour trains omnibus et de banlieue, capable de remorquer des express à faible parcours.
Cette locomotive doit à la fois être capable d'assurer le service sur les lignes secondaires, dont la charge est inférieure à 14 t par essieu mais aussi sur les lignes principales, y compris celles comportant des pentes moyennement importantes.

## Caractéristiques
Entre 1899 et 1900, deux prototypes sont mis au point :
- La 2515, construite par les Ateliers de la Meuse et dotée d'un foyer profond disposé entre les deux essieux moteurs, comme le type 17 qui la destine, comme le type 17 à brûler des briquettes de charbon ; elle emporte 5 m3 d'eau et développe 830 ch.
- La 2516, construite par la Société franco-belge, se distingue par son foyer mi-profond, se prolongeant au-delà du second essieu moteur, la rendant capable de brûler du charbon menu ou des briquettes. Le foyer mi-profond allant de pair avec un empattement accru, sur ce châssis allongé des soutes plus vastes emportent 6,5 m3 d'eau. La puissance est de 880 ch. Son foyer mi-profond est proche de celui mis au point en Belgique sur le type 30, un autre modèle de locomotive d'inspiration Caledonian (disposition 030) livré en 1900 pour assurer des trains de marchandises ou des omnibus lourds.

Ces deux modèles livrés quasi simultanément possèdent de nombreux points communs avec les autres modèles étudiés en Écosse par Mac Intosh (moteur simple expansion à deux cylindres intérieurs, bogie anglais non-freiné , etc.). Elles diffèrent du type 17 par leurs roues motrices plus petites - 1 800 mm au lieu de 1 980 mm - et bien entendu l'absence de tender et une masse plus élevée due aux soutes à eau et charbon. Il s’agissait de machines capables d’atteindre 100 km/h.
Afin de supprimer la perte de temps du revirement sur plaque tournante après chaque parcours, ces locomotives sont réversibles : le bissel arrière permettait de circuler à vitesse importante tender en avant.
Comme les lignes secondaires ne toléraient pas de charges supérieures à 14 t par essieu, les locomotives type 14 engagées sur ces lignes ont l'interdiction d'y circuler avec leurs soutes à eau pleinement chargées, dans ce cas la masse adhérente maximale (masse répartie sur les seuls essieux moteurs) est de 28 t. Sur les lignes principales, la masse adhérente maximale (soutes pleinement chargées) est de 32,5 t. Comme toutes les locomotives-tender, son poids adhérent décroit au fur et à mesure que sont consommées les réserves d'eau et de charbon. Avec des réserves faibles, les locomotives type 14, 15 et 16 peuvent souffrir de patinages sur des rails glissants et escalader certaines pentes à vitesse très réduite.

## Livraison

### Commande
La numérotation d'origine des locomotives type 14 et 15 est imbriquée en raison de la simultanéité de leur livraison.
Les deux prototypes (à foyer profond et à foyer mi-profond) ont été respectivement adjugés :
- le 13 février 1899 aux Ateliers de la Meuse pour la 2515 à foyer profond ;
- le 11 février 1899 aux Ateliers de la Meuse pour la 2516 à foyer mi-profond et allongé.

La première tranche de série comprend des locomotives des deux types, adjugées à La Meuse le 25 octobre 1899 :
- les 2517 à 2519, munies d'un foyer profond ;
- les 2520 et 2521, au foyer mi-profond.

L'adjudication suivante, passée le 9 mai 1900, ne comprend que des locomotives du futur type 14, à foyer profond, pour le prix de 104 434 francs belges. Les 45 locomotives sont partagées entre les constructeurs suivants :
- Sept exemplaires pour la société métallurgique de Tubize, 2522 à 2528 ;
- Dix pour la Société de Couillet, 2529 à 2538 ;
- Dix pour La Meuse, 2539 à 2548 ;
- Quatre pour la société de Saint-Léonard, 2549-2552 ;
- Six pour Haine-Saint-Pierre, 2553 à 2558 ;
- Huit pour la Société franco-belge (La Croyère), 2559-2566.

Cette commande sera la dernière : à partir de 1901 et jusqu'à l'arrivée des premières locomotives équipées de la surchauffe, les Chemins de fer de l'Etat belge ne commanderont que des locomotives à foyer mi-profond (futur type 15 de la SNCB).

### Mise en service
Le prototype 2515 est officiellement pris en inventaires le 14 décembre 1900 au terme de sa période d'essais et de sa participation à l'exposition de 1900. La date de sortie d'usine et de la tenue des essais n'est malheureusement pas indiquée.
Les trois locomotives de la première tranche ont été réceptionnées auparavant, en septembre 1900.
La livraison des 45 locomotives de série s'étale entre mars et octobre 1901 en fonction des délais de construction. La Meuse est livre ainsi la 2539 à l’État belge le 1er mars 1901) ; celles des autres constructeurs sont mises en service au plus tôt entre mai et août 1901.

## Carrière et services effectués
La 2515 est essayée en tête d'une charge de 160,4 t entre Bruxelles-Midi et Baulers sur une section de la ligne Bruxelles - Nivelles - Charleroi qui posait de fortes difficultés aux équipes de conduite : comprise entre les gares d'Uccle-Calevoet et Rhode-Saint-Genèse, elle comporte notamment une longue rampe ininterrompue de 13 ‰ sur près de 4 km, ainsi que d'autres rampes de 13 ‰ plus courtes à la sortie de Bruxelles et Rhode. Des essais sont ensuite conduits sur la ligne Bruxelles-Mons, au profil plus facile avec des rampes ne dépassant 5 ‰ qu'entre Hennuyères et Braine-le-Comte. Ces deux lignes étaient appelées à être parcourues par ce modèle en service régulier.
C'est également cet exemplaire qui est exposé à Vincennes lors de l'Exposition universelle de 1900 à Paris.
La 2516, bien que plus puissante et capable, comme les locomotives type 30, de brûler des charbons moins onéreux, n'a pas immédiatement donné lieu à une production en série. La cause de cette préférence n'est pas explicitée. La raison tient peut-être dans le poids légèrement plus faible de la type 14, la rendant plus pratique à l'emploi sur les lignes faiblement armées[réf. nécessaire].
À partir de 1901, les Chemins de fer de l’État belge revoient leur copie et le type 15 à foyer semi-profond supplanta entièrement le type 15 à foyer profond sur les chaînes de montage, avec au total 73 exemplaires livrés jusqu'en 1908.
En 1905, année où la surchauffe fait son apparition en Belgique, un prototype dérivé du type 15 à foyer profond doté d'un surchauffeur Schmidt est commandé à Zimmerman-Hanrez et exposé à l’Exposition universelle de Liège de 1905. Elle sera suivie par 78 autres locomotives, appelées type 15S et construites de 1907 à 1913. Plus puissantes et économes que les type 15 originelles, elles les remplacent sur certains omnibus lourds, directs et semi-directs.
En 1907, les type 15 à foyer profond sont affectées à la banlieue de Charleroi depuis les dépôts de Baulers, Luttre, Tamines, la banlieue de Bruxelles (dépôts de Schaerbeek et Bruxelles-Midi), la banlieue de Liège (dépôts de Liers et Visé), la ligne des Plateaux de Herve (dépôt de Liège), la ligne 150 vers la vallée de la Meuse (dépôt de Jemelle), les lignes vers Athus, Marbehan et Écouviez (dépôt de Virton-Saint-Mard), les lignes vers Manage, Piéton, Écaussinnes, Charleroi ou Binche (dépôts de Piéton, Manage, Braine-le-Comte et Haine-Saint-Pierre), les lignes vers Louvain, Herentals et Hasselt (dépôt d'Aarschot) et les lignes rayonnant autour de Termonde et Saint-Nicolas (dépôt de Termonde). Celles du dépôt d'Anvers-Sud circulent notamment sur la ligne 52 et vers Malines ; celles de Braine-le-Comte desservent également Renaix et Lessinnes, via les lignes 123 et 87.
De nombreuses locomotives type 15 de toutes versions confondues ont été détruites ou endommagées au-delà de toutes réparations durant la Première Guerre mondiale. En 1921, il ne reste que 33 locomotives de la variante à foyer profond ; le prototype 2515 fait partie des machines manquant à l'appel.
En 1922, elles servent principalement dans le Borinage et autour de Charleroi, étant réparties entre les dépôts de Kortemark (3 journées-locomotive), Haine-Saint-Pierre (3), Gand (7), Saint-Ghislain (5), Blaton (2), Jemelle (3), Tamines (10) et Piéton (7). La sortie de réparation de locomotives endommagées par la guerre et les mutations d'un dépôt à un autre étend leur domaine d'activité aux dépôts de Luttre, Statte, Tournai et Virton en 1924 puis Audenarde l'année suivante.
Haine-Saint-Pierre les emploie occasionnellement jusque Erquelinnes et Chimay mais le poids trop élevé de nombreux trains entraîne leur départ vers d'autres remises dès 1925. Les type 14 de Mons et Saint-Ghislain circulent vers Quévy, Valenciennes, Tournai ainsi que sur la ligne 98 et ses embranchements, disparaissant au plus tard en 1933 évincées par des type 16. Reprenant les type 14 de Blaton, le dépôt de Tournai les fait aussi rouler vers Mouscron, Ath et Mons ; elles sont encore présentes en 1940. Ath reçoit des type 14 en 1927 mais les remplace 5 ans plus tard par des type 16. Audenarde les emploie surtout en direction de Courtrai et Zottegem, disparaissant en 1928-1932. Luttre récupère une partie des type 14 de Piéton, dont elles ont été évincées par des engins plus puissants ; après l'arrivée de type 16, elles déménagent vers Walcourt en 1929, chassant les anciennes type 11 du service des voyageurs avant d'être à leur tour évincées par des autorails Brossel type 551. Tamines conserve des type 14 jusqu'en 1932 avant que des type 64 prennent le relai. L'existence des type 14 à Jemelle, Virton, Statte, Kortemark, Alost, Tirlemont et Merelbeke est de courte durée. Aarschot les emploie brièvement sur des dessertes locales y compris la ligne vers Montaigu avant de les remplacer par des type 93 en 1927. Courtrai reçoit des type 14 en 1931 et les emploie encore en 1940. Il en va de même pour Muizen et Berchem (Anvers) où elles desservent la ligne Malines-Anvers jusqu'à son électrification ainsi que les lignes embranchées. La suppression d'une série de trains omnibus autour de Charleroi en 1934 provoque la mutation de type 14 vers Hasselt où elles circulent jusque Mol et Maaseik. Ostende reçoit un petit contingent en 1939 pour desservir la ligne 62 vers Torhout. En parallèle, une partie de la série est mise en parc au début des années 30 à la suite de la chute du trafic avant d'être progressivement réactivées.

### Renumérotation
En 1925, la renumérotation du matériel des Chemins de fer de l’État belge (qui deviennent la SNCB l'année suivante) permet de séparer ces trois sous-séries à la numérotation imbriquée :
- Le type 15 à foyer profond est renuméroté type 14 ;
- Le type 15 à foyer mi-profond reste le type 15 ;
- Le type 15S, à surchauffe, est renuméroté type 16, les Mogul de forte puissante construites vers 1897 qui étaient également appelées type 16 ayant au préalables toutes été mises hors-service.

C'est seulement en 1931 que les numéros d'origine des locomotives type 14 sont remplacés par une numérotation nouvelle tenant compte de leur nouveau type. Elles furent ainsi renumérotées 1400 à 1432. Étrangement, cette nouvelle numérotation ne tient pas compte de l'ancienneté des locomotives ni de leur ordre de livraison ; ainsi, la 2518 (troisième type 14 construite et plus ancienne de sa série encore en service) se voit attribuer le numéro 1408 alors que les numéros 1400 et 1401 sont respectivement attribués aux 2565 et 2533, construites plus tardivement.

### Transformations
Durant l'entre-deux-guerres, les locomotives type 14 bénéficièrent d'améliorations destinées à compenser certains de leurs défauts.
- Transformation du bogie avant (non freiné) sur le modèle des bogies freinés des type 16 (reconnaissables aux cylindres du système de freinage posés sur le bogie)
- Installation d'une soute à charbon sur le toit de la cabine et d'une trémie. Cette amélioration, qui toucha aussi les locomotives type 15 et 16, permit de doubler la capacité en charbon : 4 t au lieu de 2.

### Fin de carrière
Durant la Seconde Guerre mondiale, l'affectation des type 14 et 15 est fort volatile : elles doivent remplacer les nombreuses locomotives d'origine Armistice 1918 récupérées par les Allemands mais leurs prestations se réduisent fortement à partir de 1941. 
Plusieurs locomotives ont été mises hors-service avant la nouvelle numérotation de 1946 :
- la 1423 radiée le 1er septembre 1939 ;
- la 1405, le 1er décembre 1941 ;
- la 1413, rayée des inventaires le 1er août 1944.

Les autres locomotives, ainsi que la 1405 qui a soit été réactivée soit mise en parc, reçoivent de nouveaux matricules à sept chiffres en 1946 entre 14.001 et 14.032 ; la 1400 est renumérotée 14.013, et les autres conservent les deux derniers chiffres de leur matricule. Pour certaines locomotives, cette renumérotation se fait uniquement sur papier car elles sont déjà hors service ou parquées en bon état. Les 14.014 et 14.024, radiées dès le 1er avril 1946, appartiennent à ce lot. 
Après la Seconde Guerre mondiale, la SNCB faisant face à la fermeture de lignes locales et au remplacement de courtes rames tractées par des autorails, met hors service un certain nombre de séries vétustes. Les locomotives type 14 furent les premières de leur famille à disparaître : sur les 29 locomotives encore à l'inventaire, seules 15 sont en état de marche (employées à Courtrai, Aarschot et Tirlemont) et décision est prise de retirer ces dernières du service actif à la première réparation. Retirées du service actif au début de l'année 1947, toutes sont radiées entre avril et juillet 1948 et ferraillées au plus tard en 1950.
À l'inverse, le type 15 se maintient jusqu'en 1952-1959 et les dernières locomotives type 16 sont radiées en 1964.
Aucune locomotive type 14 ou 15 n'a été sauvegardée ; la seule locomotive-tender de cette famille à avoir été préservée est la 16.042, appartenant aux collections de la SNCB et actuellement préservée au musée de Treignes.